# خواكين فيغيروا
خواكين فيغيروا (بالإسبانية: Joaquín Figueroa Larraín) هو سياسي تشيلي، ولد في 1863 في سانتياغو في تشيلي، وتوفي بنفس المكان في 30 مايو 1929. انتخب عضو مجلس الشيوخ من شيلي وانتخب عضو مجلس النواب من شيلي.